# Савињано Ирпино
Савињано Ирпино (итал. Savignano Irpino) је насеље у Италији у округу Авелино, региону Кампанија.
Према процени из 2011. у насељу је живело 829 становника. Насеље се налази на надморској висини од 667 м.

## Становништво
Према резултатима пописа становништва 2011. у општини је живело 1.163 становника.
| 1931. | 1936. | 1951. | 1961. | 1971. | 1981. | 1991. | 2001. | 2011. |
| ----- | ----- | ----- | ----- | ----- | ----- | ----- | ----- | ----- |
| 3.681 | 3.666 | 3.716 | 2.715 | 1.952 | 1.642 | 1.647 | 1.334 | 1.163 |

## Партнерски градови
- Есенбах
- Savigneux